# Leucorreia
Leucorreia é o corrimento vaginal espesso e de cor branca ou amarelada. Trata-se de um mecanismo natural de defesa que a vagina usa para manter o seu equilíbrio químico e para preservar a flexibilidade do tecido vaginal. É um sintoma geralmente não-patológico e secundário a inflamações da vagina ou do colo do útero. O fluxo do corrimento pode aumentar devido a uma infeção vaginal ou infeções sexualmente transmissíveis, podendo desaparecer e reaparecer novamente de tempos a tempos. Este corrimento pode continuar a ocorrer durante anos, caso em que se vai tornando mais espesso e de odor mais intenso.